# Flugdienst Fehlhaber
Der Flugdienst Fehlhaber war eine deutsche Fluggesellschaft mit Sitz in Neustadt (Wied).

## Geschichte
Die Flugdienst Fehlhaber GmbH wurde 1970 als Familienunternehmen auf dem Flugplatz Koblenz-Winningen gegründet. Firmensitz war Neustadt (Wied). Das Luftfahrtunternehmen fungierte in den ersten Jahren hauptsächlich als Flugschule und Rundflugunternehmen.
Ab Mitte der 1970er-Jahre wurde neben den Passagierflügen mit Frachtflügen ein weiteres Standbein geschaffen. Vor der Abspaltung des Schulbetriebes in die Rhein-Mosel-Flug GmbH hatte der Flugdienst Fehlhaber in Spitzenjahren bis zu 9 Flugzeuge (vorwiegend einmotorig) in Betrieb.
Im Jahre 2006 führte das Unternehmen primär nur noch Frachtflüge (Basis Flughafen Köln/Bonn) mit turbopropgetriebenen Flugzeugen des Typs Reims-Cessna F406 (Caravan II) durch. Angeflogen wurden alle für den Flugzeugtyp nutzbaren Flugplätze in Europa.
Seit 2006 operiert der Flugdienst Fehlhaber GmbH (FFG) nicht mehr.

## Zwischenfälle
Firmengründer Rudolf Fehlhaber sen. verunglückte bei einem Rundflug am 5. August 1973 gegen 13 Uhr mit einem Schulungsflugzeug des Typs Cessna 150 auf den Höhen von Kattenes (Mosel) tödlich. Sein Fluggast wurde bei dem Absturz ebenfalls getötet. Wie es zu dem Unfall mit dem etwa ein Jahr alten Flugzeug kam, ist nicht geklärt.